# Bredigite
La bredigite è un minerale.